# Botijewe
Botijewe (ukrainisch Ботієве; russisch Ботиево Botijewo) ist ein Dorf in der ukrainischen Oblast Saporischschja mit etwa 1615 Einwohnern (2001).

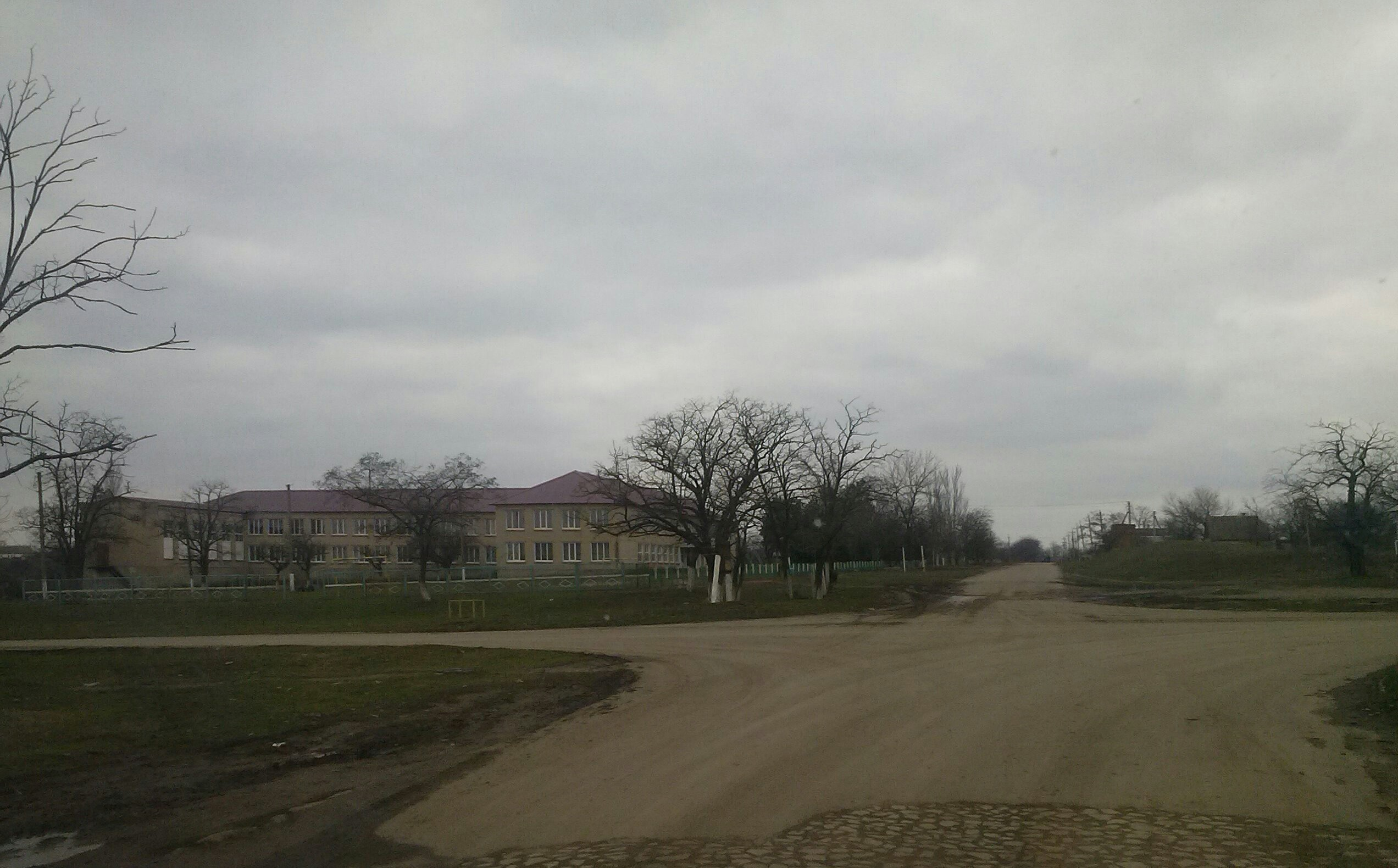
Dorfschule

Das Dorf wurde 1862 an der Stelle des ehemaligen Dorfes Ulken-Sassyk-Bohun (Улькен-Сасик-Богун) von Bulgaren aus dem Dorf Dermen-Dere mit dem Namen Zarewodariwka (Цареводарівка) gegründet. Es erhielt 1927, zu Ehren des bulgarischen Dichters und Revolutionärs Christo Botew, seinen heutigen Namen.
Die Ortschaft liegt auf einer Höhe von 18 m am rechten Ufer des 58 km langen Korsak (Корсак) nahe dessen Mündung ins Asowsche Meer gegenüber dem Dorf Strohaniwka. Botijewe befindet sich 21 km südöstlich vom Gemeindezentrum Pryasowske, 47 km südöstlich vom Rajonzentrum Melitopol und etwa 190 km südlich vom Oblastzentrum Saporischschja. 
Nördlich vom Dorf verläuft in vier Kilometern Entfernung die Fernstraße M 14/E 58. 

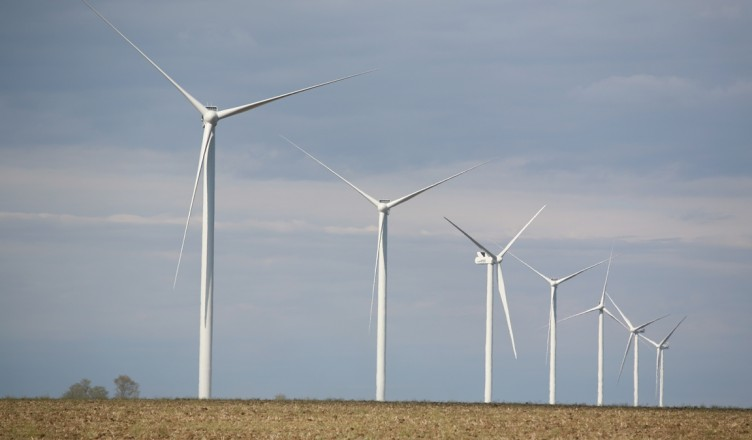
Windpark beim Dorf

Beim Dorf befindet sich ein Windpark.
Am 12. Juni 2020 wurde das Dorf ein Teil der neugegründeten Siedlungsgemeinde Pryasowske, bis dahin bildete es zusammen mit den Dörfern Babaniwka (Бабанівка) und Strohaniwka die gleichnamige Landratsgemeinde Botijewe (Ботіївська сільська рада/Botijiwska silska rada) im Südosten des Rajons Pryasowske.
Seit dem 17. Juli 2020 ist sie ein Teil des Rajons Melitopol.